# Distance de sécurité en France
La distance de sécurité en France est une notion réglementaire française. Il s'agit de la distance qu'un conducteur doit conserver entre son véhicule et celui qui le précède. Celle-ci dépend directement de la vitesse du véhicule. Elle correspond à la distance parcourue pendant deux secondes, durée supérieure au temps de réaction : ainsi si les deux véhicules ont la même capacité de freinage, il n'y aura pas collision.

## Réglementation
La notion de distance de sécurité a été introduite dans le code de la route français par décret du 23 novembre 2001.
Ainsi l'article R. 412-12 du code de la route relatif aux distances de sécurité entre les véhicules dispose :
- « lorsque deux véhicules se suivent, le conducteur du second véhicule doit maintenir une distance de sécurité suffisante pour pouvoir éviter une collision en cas de ralentissement brusque ou d'arrêt subit du véhicule qui le précède. Cette distance est d'autant plus grande que la vitesse est élevée. Elle correspond à la distance parcourue par le véhicule pendant un délai d'au moins deux secondes. »

- « Hors agglomération, lorsque des véhicules ou des ensembles de véhicules, dont le poids total en charge dépasse les 3,5 tonnes ou dont la longueur excède 7 mètres, se suivent à la même vitesse, la distance de sécurité est d’au moins 50 mètres. »

## Distance en unité de longueur selon la vitesse
La distance légale de sécurité exprimée en unité de longueur — en mètres — est exactement égale à 5/9 de la vitesse en km/h. En pratique, les manuels et les sites recommandent de multiplier le chiffre des dizaines de la vitesse par 6, encore plus simplement on peut prendre un peu plus de la moitié de la vitesse.
Toutes ces méthodes donnent des résultats similaires car les fraction 5/9, 6/10 et 1/2 donnent des valeurs assez proches.
Par exemple, à 90 km/h la distance légale de sécurité est de 5/9 * 90 = 5 * 10 = 50 m  
Le calcul avec multiplication par 6 donnerait ici 54 m, ce qui revient également à prendre un peu plus de la moitié.
On obtient ainsi les distances de sécurité associées aux vitesses usuelles (arrondies) :
| Vitesse              | 20 km/h | 30 km/h | 50 km/h | 70 km/h | 90 km/h | 110 km/h | 130 km/h |
| -------------------- | ------- | ------- | ------- | ------- | ------- | -------- | -------- |
| Distance de sécurité | 11 m    | 17 m    | 28 m    | 39 m    | 50 m    | 62 m     | 73 m     |

## Enjeu sécuritaire majeur et complexe
Selon l’Observatoire National Interministériel de Sécurité Routière (ONISR), en 2002, plus de 5 000 personnes (107 tués et 5 037 blessés) ont été victimes d’une collision en chaîne sur l’ensemble du réseau routier, soit 14 par jour. Sur autoroute, 43 % des accidents résultent de collisions arrière ou en chaîne.
L'étude des comportements en circulation sur autoroute menée par la Sanef montre qu'en 2023 22 % des conducteurs de véhicules légers observés roulaient trop près du véhicule qui les précédait (moins de 2 secondes), contre 29 % en 2022. Le week end ce taux monte à 26%.
Cependant, l'articulation de ces deux éléments est moins simple qu'il n'y parait : une étude réalisée à ce sujet par l'INRETS et le CETE Haute-Normandie a montré que les collisions arrière surviennent surtout la nuit, avec un trafic faible et des temps intervéhiculaires élevés ; à l'inverse, de jour, durant les périodes de débit élevé où les temps intervéhiculaires sont les plus courts, les accidents de ce type sont moins fréquents.

## Deux secondes, un minimum absolu
Cette valeur réglementaire de deux secondes permet en fait un temps de perception-réaction d'une seconde assorti d'un temps de freinage supérieur d'une seconde au temps de freinage du véhicule qui précède.
Ceci suppose donc que les deux véhicules aient des distances de freinage similaires :
La distance de sécurité seule n'est pas suffisante — si le temps de freinage du véhicule suiveur est significativement plus long que le véhicule suivi — pour éviter un risque de collision.
On peut toutefois imaginer que ce type de situation puisse dans certains cas laisser un temps de perception-réaction d'une seconde pour permettre au véhicule suiveur d'effectuer une manœuvre d’évitement, si elle est possible.
Cette distance réglementaire de sécurité ne doit pas être confondue avec la distance effective d'arrêt qui est la somme de la distance de réaction et de la distance de freinage (qui elle même dépend de facteurs extérieurs, revêtement, conditions météo, etc.).
Exemple: à 50 km/h la distance de réaction est de 14 m et, par temps sec, la distance de freinage de 9 m, la distance d'arrêt sera donc de 14 m + 9 m = 23 m. Cela  signifie que si la décélération est brutale du fait d’un obstacle fixe sur la route, la collision est a fortiori inévitable si le véhicule se trouve à moins de 23 m de l'obstacle.

## Les tunnels

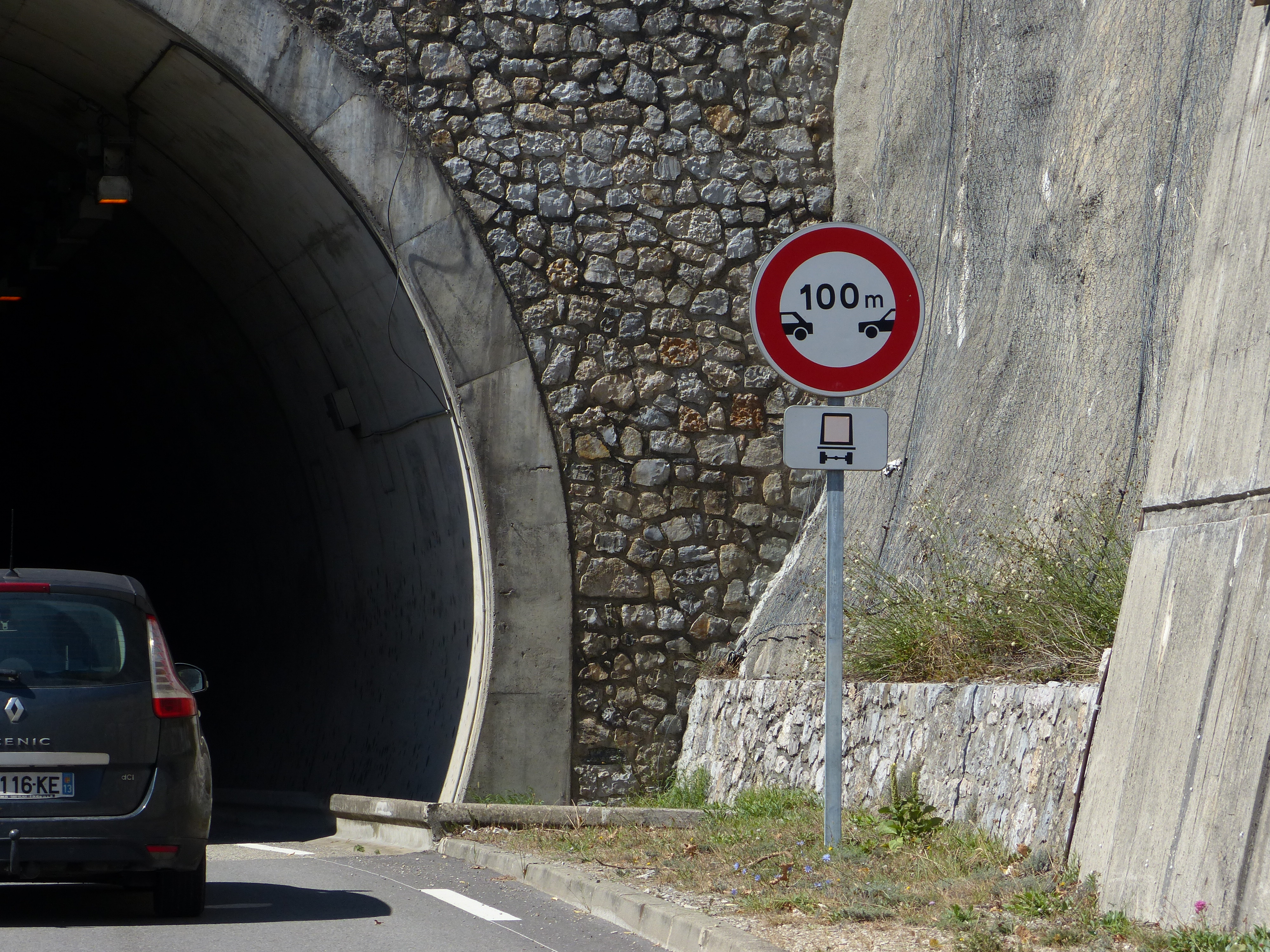
Panneau B17 exigeant une distance de 100 m entre véhicules transportant des produits dangereux, Les Pilles, Drôme.

Après l'incendie du tunnel du Mont-Blanc du 24 mars 1999, les textes relatifs à la circulation dans le tunnel ont été modernisés, pour une meilleure souplesse dans l'organisation des contrôles assortie d'une sanction plus efficace des manquements aux règles de circulation. Côté français, la distance de sécurité a été portée à 150 mètres.
À l'occasion du sommet franco-italien de Lucques, Dominique Perben, alors ministre de l'Équipement, des Transports, du Tourisme et de la Mer, a signé avec ses homologues italiens différents accords visant à renforcer la sécurité des usagers et la protection de l'environnement. Les règles de sécurité ont été harmonisées :
La distance entre véhicules est de 150 mètres, 100 mètres dans les 500 derniers mètres (depuis 2002) ; cette distance est de 300 mètres pour un autobus derrière un 3,5 tonnes (depuis 2005), et il est fait interdiction de stationner et de s'arrêter dans le tunnel.
Dans le tunnel du Fréjus, la distance de sécurité a été fixée à 150 mètres en 2002.
Cependant, une étude de danger a été réalisée au début de l’année 2006 afin de mesurer l’impact de la mise en place des postes fixes et des travaux d’optimisation de la ventilation. À la suite des résultats de cette étude, la Commission intergouvernementale du tunnel du Fréjus a adopté une mesure d’exploitation portant désormais l’interdistance à 300 m en circulation et à 200 m en cas d’arrêt (soit le double des distance habituelles), pour l’ensemble des véhicules dans le cas d’une différence de pression supérieure à 500 pascal pendant plus de 30 minutes. Ainsi les autocars suivant un poids lourd, qui devaient déjà respecter une interdistance de 300 mètres en circulation, doivent désormais, en cas d’arrêt de la circulation ou d’incident, s’arrêter à une distance minimum de 200 mètres du véhicule les précédant, lorsqu’il s’agit d’un poids lourd.

## Comment évaluer la distance de sécurité

### Sur toutes routes
Il suffit de repérer un élément du bord de route (arbre, poteau, etc.) et compter deux secondes dès le passage du véhicule qui précède devant le repère en question.

### Sur autoroutes: «Un trait = danger … deux traits = sécurité!»
Sur autoroute, la ligne discontinue entre la voie de droite et la bande d'arrêt d'urgence constitue un repère : il est recommandé de laisser un espace équivalent à au moins deux bandes de peinture.
En effet, ces bandes ont pour longueur 39 mètres et alternent avec des vides de 13 mètres. Ainsi, deux bandes correspondent à une longueur de : 39 + 13 + 39 = 91 mètres, distance supérieure à la distance de sécurité réglementaire à la vitesse de 130 km/h (73 m).

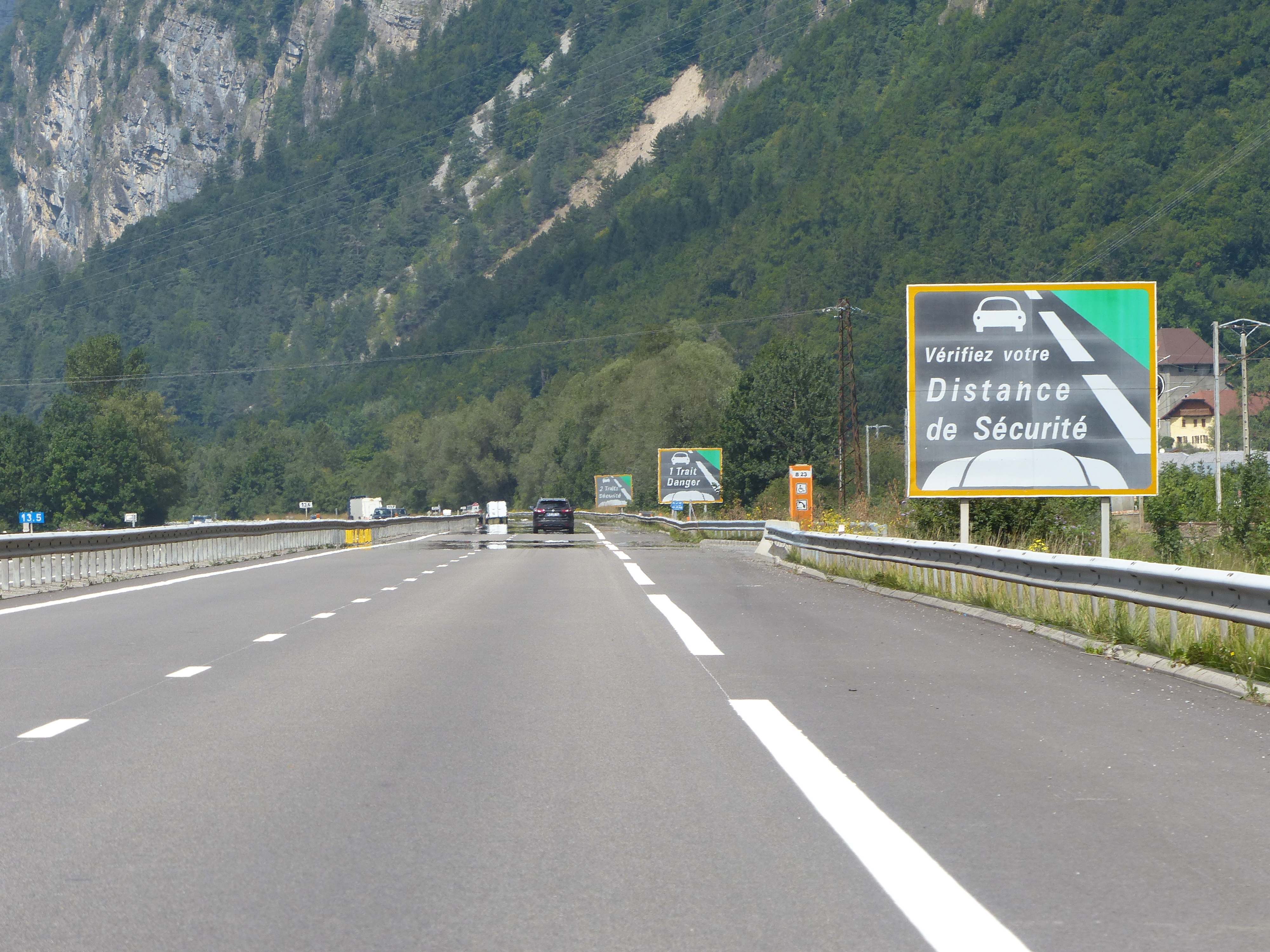
Panneau SR2a Vérifiez votre Distance de Sécurité
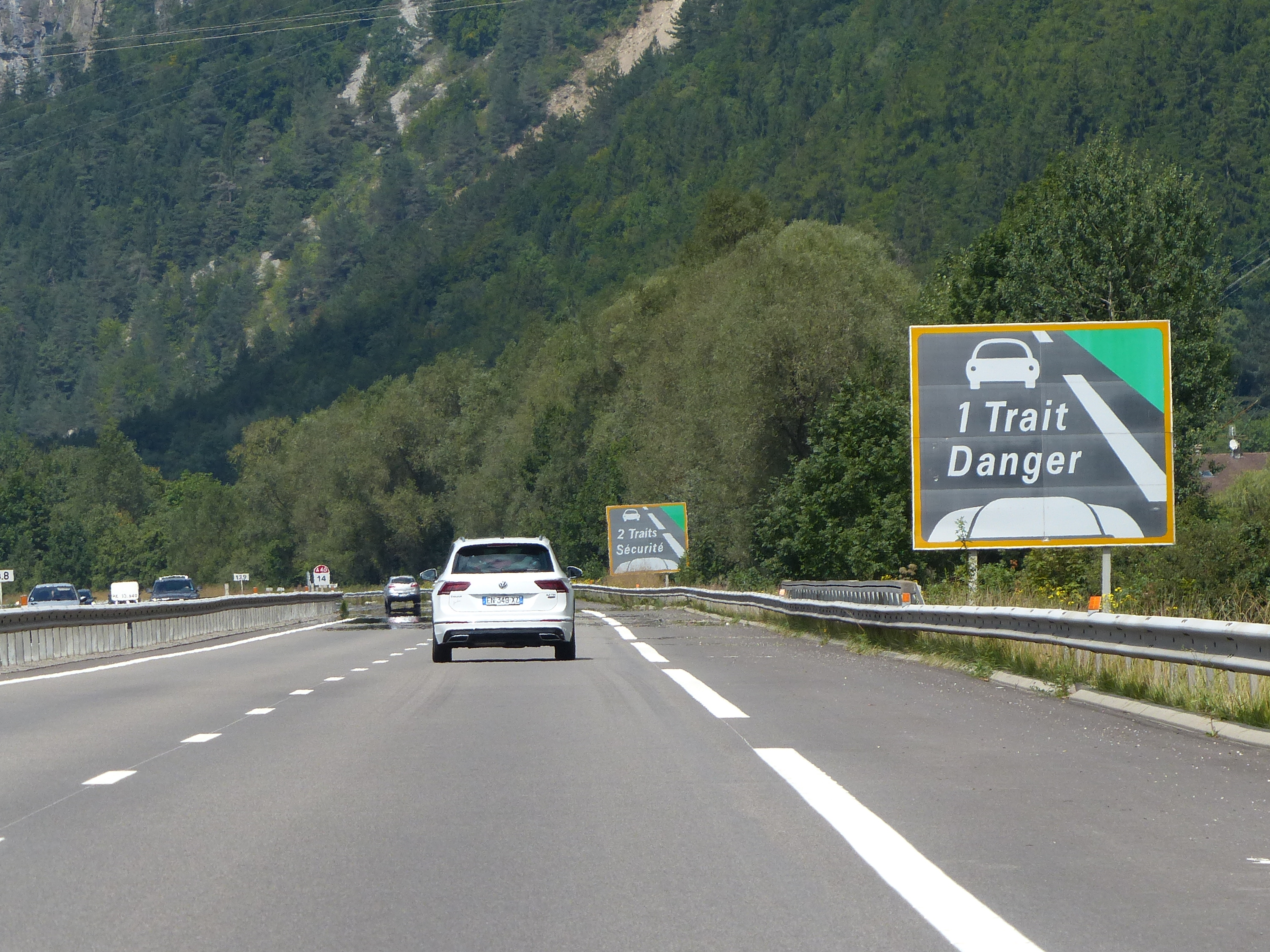
Panneau SR2b 1 Trait Danger
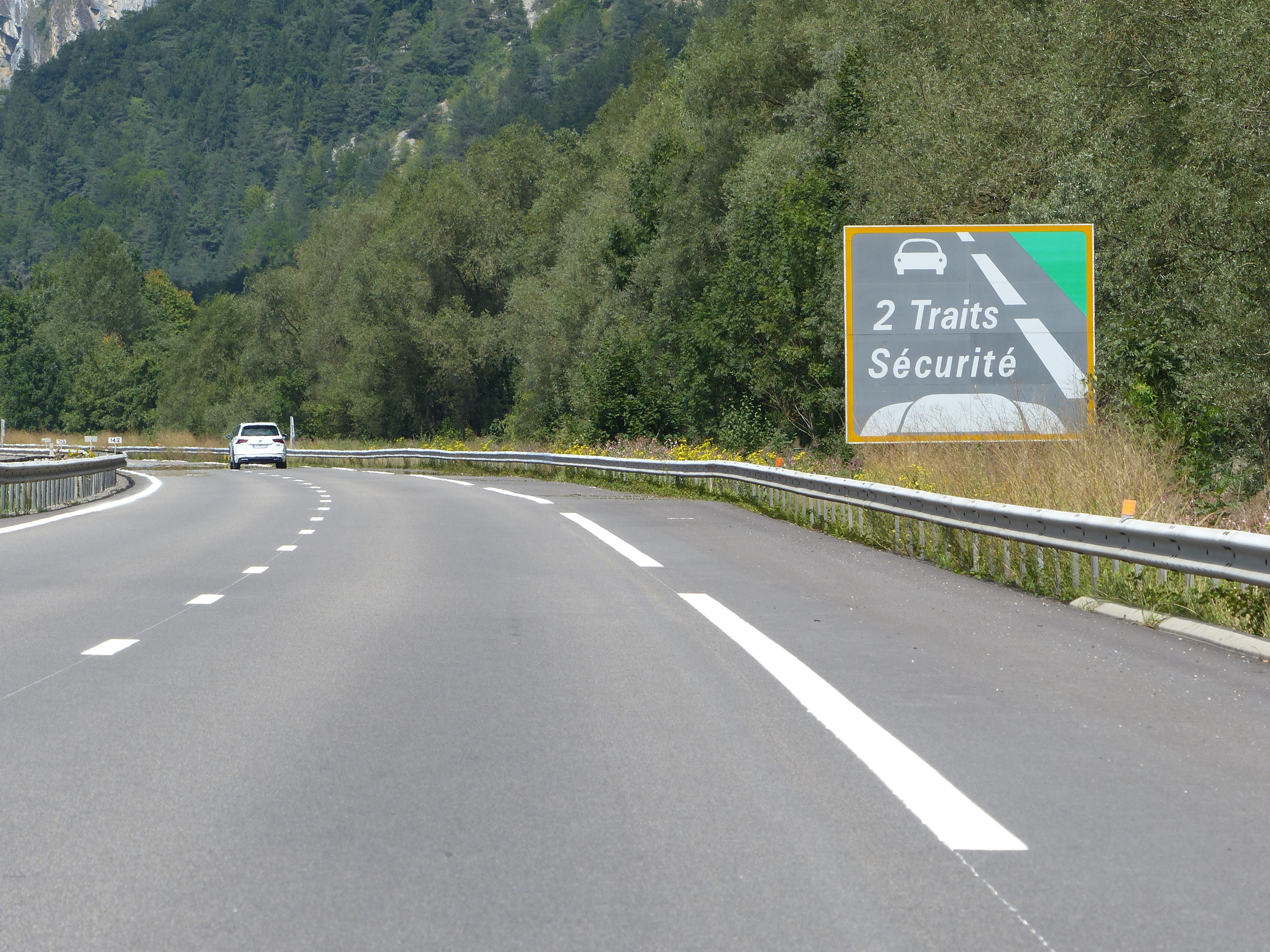
Panneau SR2c 2 Traits Sécurité

### Par temps de pluie
En cas de pluie ou sur sol mouillé, la distance de sécurité recommandée est la même que par temps sec, mais avec une vitesse réduite d'au moins 20 km/h.

## Systèmes d'aide à la conduite
Des systèmes d’aide à la conduite permettent de mesurer en continu la distance de sécurité entre deux véhicules.
Systèmes d'origine:
- Mercedes et son  Distronic
- les voitures modernes peuvent être dotées d'un Freinage automatique d'urgence qui contient une alerte de collision (FCW). Toutefois, cette alerte de collision n'est pas nécessairement basée sur la distance légale de sécurité mais peut être basée sur d'autres critères.

Systèmes installables en seconde monte:
- Les systèmes Mobileye (version aftermarket), avertissent en temps réel le conducteur par des alertes visuelles et sonores lorsque la distance avec le véhicule qui le précède est insuffisante.
- L'application iOnRoad sur smartphone — dite en réalité augmentée — veille à ce que la distance de sécurité avec le véhicule suivi soit respectée.

## Sanctions
Le conducteur en infraction encourt une contravention de 4e classe (amende forfaitaire de 135 euros) et un retrait de trois points. Le permis de conduire peut également être suspendu pour une durée maximale de trois ans.
L'incendie du tunnel du Mont-Blanc a conduit à renforcer les sanctions avec la loi nº 2002-3 du 3 janvier 2002 (article 26), dite « loi sur la sécurité des infrastructures ». En cas de récidive dans un délai d'un an et lorsque le véhicule circule dans un tunnel, le conducteur est passible de six mois d'emprisonnement et de 3 750 euros d'amende (article L. 412-2 du code de la route). Ce délit donne lieu de plein droit à la réduction de la moitié du nombre de points initial du permis de conduire.
Des expérimentations sont en cours pour étendre le dispositif de contrôle-sanction automatisé au non-respect des distances de sécurité dans les tunnels.

## Bilan 2002-2008
Entre 2002 et 2004, on a observé une diminution du nombre des temps intervéhiculaires très courts, inférieurs à une seconde (passant de 7,1 % à 5 % du trafic). Cette évolution favorable va dans le sens de l’amélioration générale du comportement des automobilistes en matière de respect des vitesses. On constate cependant que depuis l’année 2004 les proportions de conducteurs circulant trop près des véhicules qui les précèdent sont restées stables (environ 25 % du trafic), l’essentiel des progrès, au cours de la période considérée, ayant été réalisés entre 2002 et 2004.